# Sociedade Esportiva e Recreativa Caxias do Sul
La Sociedade Esportiva e Recreativa Caxias do Sul, noto anche semplicemente come Caxias Futebol, o anche come Caxias, è una società calcistica brasiliana con sede nella città di Caxias do Sul, nello stato del Rio Grande do Sul.

## Storia
Il Caxias è stato fondato il 10 aprile 1935 come Grêmio Esportivo Flamengo dalla fusione di due squadre (il Ruy Barbosa e il Rio Branco). Tuttavia il club, così come la Juventude, andarono in crisi finanziaria negli anni 60. Entrambe le squadre si fusero e il 14 dicembre 1971 venne fondato l'Associação Caxias de Futebol. La Juventude venne rifondata nel 1975, e il Grêmio Esportivo Flamengo cambiò nome in Sociedade Esportiva e Recreativa Caxias do Sul. Nel 1972, la partita tra Associação Caxias de Futebol e Grêmio è stata la prima partita mostrata a colori in TV in Brasile. La partita terminò 0-0. Il titolo più importante del club è stato il Campionato Gaúcho vinto nel 2000. Nel 2023, si è classificato al terzo posto del Campeonato Brasileiro Serie D, venendo così promosso nel Campeonato Brasileiro Serie C.

## Palmarès

### Competizioni statali
- Campionato Gaúcho: 1

2000
- Campeonato Gaúcho Divisão de Acesso: 2

1953, 2016
- Copa FGF: 1

2007
- Campeonato da Região Serrana: 1

2016

### Altri piazzamenti
- Campeonato Brasileiro Série B:

Terzo posto: 2001
- Campeonato Brasileiro Série D:

Semifinalista: 2023
- Campionato Gaúcho:

Secondo posto: 2020
- Recopa Sul-Brasileira:

Finalista: 2007